# Fátima (Tocantins)
Fátima es un municipio brasilero localizado en el estado del Tocantins.